# Primátor

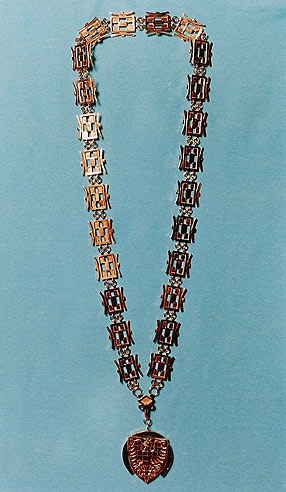
Insignie primátora Olomouce

Primátor je v Česku označení starosty statutárního města nebo hlavního města Prahy. Naopak na Slovensku je to označení starosty každého města. Často se tímto termínem v češtině označují i starostové řady světových velkoměst.
Primátor může při významných příležitostech a obřadech používat primátorské insignie (např. v Plzni jsou jimi městská pečeť a primátorský řetěz).

## Historie
Historicky se jednalo o neoficiální pojmenování prvního (staršího) purkmistra, který předsedal městské radě a který měl navíc zpravidla na starosti hospodářské záležitosti města. Říkalo se mu také primas, protože šlo o prvního purkmistra v daném roce (konšelé se v předsedání rady pravidelně střídali).
Funkce primátora byla poprvé zavedena od roku 1920 v Praze, tehdy jej ve funkci ještě musel potvrzovat prezident republiky. Od roku 1969 pak byla zavedena v Brně, později ve stejném roce i v Ostravě a v Plzni. Od roku 1990 byla zaváděna i v dalších městech, které zákon o obcích (a jeho novely) určil jako města statutární.